# Pascal Borel
Pascal Borel (Karlsruhe, 1978. szeptember 26. –) német labdarúgó. 2012-ben vonult vissza az RB Leipzig együttesétől.

## Élete, pályafutása
Pascal Borel 1978-ban született a németországi Karlsruheben. A labdarúgással tizenévesen az FC Germania Friedrichstalban ismerkedett meg, majd alig 19 évesen a Waldhof Mannheimhez igazolt.
1998-ban Brémába költözve eleinte a Werder Bremen amatőrcsapatában játszott, de 2002-ben a profikhoz került és első számú kapussá küzdötte fel magát. A 2002–2003-as idényben harmincegy bajnokin védett. A csapattal a 2005-ös Ahlenhez való átigazolásáig egy német bajnoki és két német kupagyőzelmet aratott. Az Ahlennél 2006-ig védett, majd egy év kihagyás után, 2007-ben a Honvédhez igazolt. Itt a 8-as számú mezt viselte.
A Honvédtől 2008-ban a bolgár PSFC Chernomorets-Burgas-hoz szerződött, ahol ezidáig a 33-as számú mezben 28 mérkőzésen védett, egyetlen gólt sem kapva.
Jelenleg nem tagja a német válogatottnak. 2011-ben a német alacsonyabb osztályban szereplő RB Leipzig csapatába igazolt, majd 2012-ben innen is vonult vissza.

## Sikerei, díjai
- Bundesliga győztes: 2003–04
- DFB-Pokal győztes: 2003–04
- DFB-Ligapokal döntős: 2004

## Külső hivatkozások
- Adatlapja a Transfermarkton (német)